# بلال بن حمودة
بلال بن حمودة (28 أغسطس 1997 - 10 يونيو 2022)، لاعب كرة قدم جزائري لعب في مركز الوسط المهاجم في نادي اتحاد الجزائر توفي يوم 10 يونيو 2022.

## وفاته
تُوفي بلال بن حمودة في ساعة مُبكّرة من صباح الجمعة 10 يونيو 2022، إثر حادث مرور، وهو في طريقه إلى منزله، بعد خوضه مباراة المنتخب الوطني الجزائري المحلّي ومنافسه الكونغولي.

## روابط خارجية
- بلال بن حمودة على موقع قاعدة بيانات كرة القدم.إي يو (الإنجليزية)
- بلال بن حمودة على موقع Soccerway.com (الإنجليزية)